# 日曜ドラマハウス
『日曜ドラマハウス』（にちようドラマハウス）は、1991年10月13日から1992年9月13日までフジテレビが編成していた関東ローカルのテレビドラマ放送枠である。

## 編成時間
- 日曜 14:30 - 15:00 （日本標準時）。
  - ただし、当該時間帯に駅伝やマラソンの中継がある日および『スーパー競馬』の枠拡大時には休止にされていた。そのため、1991年11月と1992年6月は1回も放送されなかった[1]。
  - また1992年7月19日には、大型特別番組『FNSスーパースペシャル 1億2000万人の平成教育テレビ』のため休止された。

## 放送作品一覧
- おじいちゃんのオーストラリア旅行
- 小さな贈り物（1991年10月13日。主演：田代まさし）
- 3人の怒れる家族
- SUIT
- 走れアメリカ
- 夜をぶっとばせ
- がんばって、私（1992年2月23日。主演：七瀬なつみ）
- 姿なき訪問者
- 中学入試 傾向と対策（1992年3月8日。主演：内藤剛志）
- 花たちの法則
- SEVEN DAYS（1992年7月12日。主演：鈴木杏樹）
- 五丁目の決闘（1992年8月16日。主演：葛山信吾）